# St. Antonius (Ginnick)

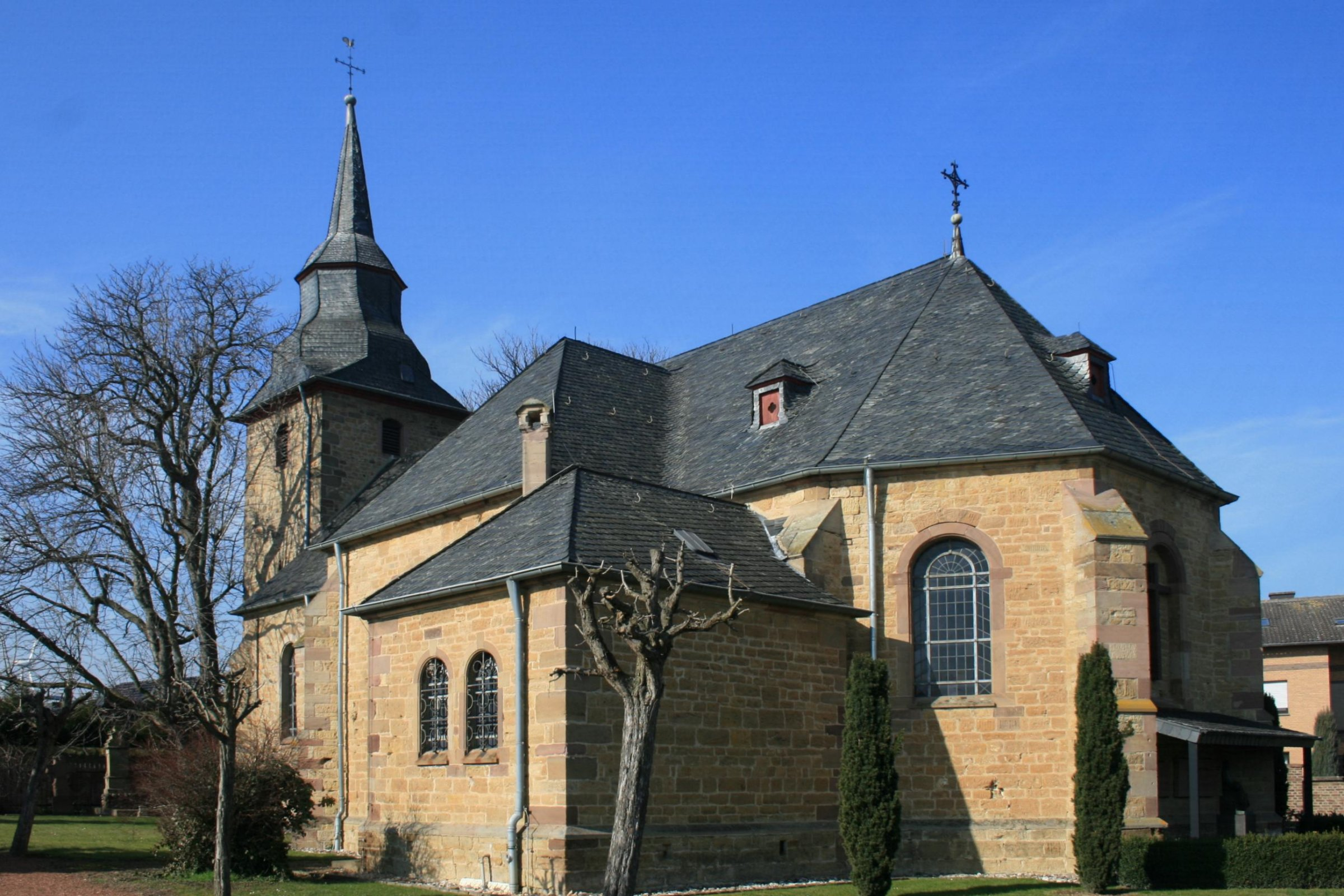
St. Antonius in Ginnick

St. Antonius ist die römisch-katholische Filialkirche des Ortsteils Ginnick der Gemeinde Vettweiß im Kreis Düren (Nordrhein-Westfalen). 

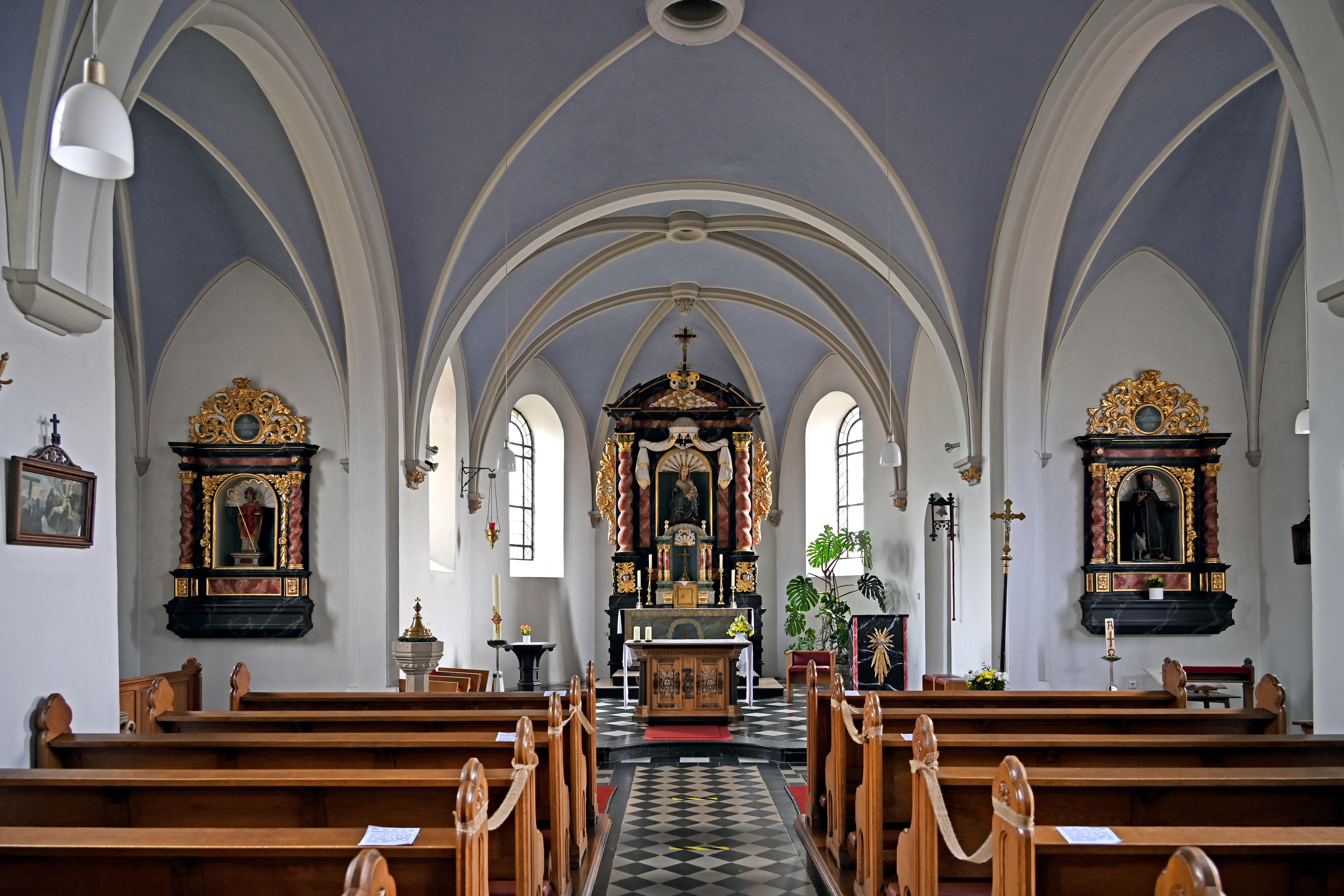
Hochaltar und Seitenaltäre

Die Kirche ist unter Nummer Gin-3 seit dem 26. Oktober 1987 in die Liste der Baudenkmäler in Vettweiß eingetragen und Antonius dem Großen geweiht.

## Geschichte
Eine Kapelle in Ginnick wurde erstmals im Jahr 1550 in Visitationsprotokollen erwähnt. Zu dieser Zeit war der Ort eine Filiale der Pfarre Froitzheim. Erst 1863 wurde Ginnick von der Froitzheimer Pfarre losgelöst und zur eigenständigen Pfarrei erhoben.
Der heutige Turm wurde in der Mitte des 17. und das Kirchenschiff Anfang des 18. Jahrhunderts in Formen des Barocks erbaut. 1897 erfolgte eine Erweiterung der Saalkirche um ein Querschiff durch den Kölner Architekten und späteren Linzer Dombaumeister Franz Statz. Am 8. Juni 1904 wurde die erweiterte Kirche schließlich konsekriert. Nach Schäden im Zweiten Weltkrieg wurde das Gotteshaus 1951 wieder hergestellt.
Seit 2010 ist St. Antonius keine eigenständige Pfarrgemeinde mehr. Sie wurde mit den ehemaligen Pfarreien St. Gereon (Vettweiß), St. Amandus (Müddersheim), St. Michael (Kelz), St. Gangolf (Soller), St. Jakobus der Ältere (Jakobwüllesheim), St. Johann Baptist (Sievernich), St. Mariä Himmelfahrt (Disternich), St. Martin (Froitzheim) und St. Petrus (Gladbach) zur Pfarre St. Marien Vettweiß fusioniert.

## Kirchengebäude und Architektur
Es handelt sich um eine einschiffige dreijochige Kreuzkirche mit einem  5/8-Chorschluss. Im dritten Joch befindet sich die Vierung, wo Haupt- und Querschiff aufeinandertreffen. Im Westen ist dem Kirchenbau ein dreigeschossiger Glockenturm vorgebaut, den eine geschweifte barocke Haube bekrönt. Das Gebäude ist aus Bruchsteinen mit Eckquaderung errichtet. In jedem Joch befindet sich ein Rundbogenfenster. 

## Ausstattung
Im Inneren befinden sich ein Hochaltar aus dem Anfang des 18. Jahrhunderts sowie zwei Seitenaltäre und mehrere Skulpturen in ländlichem Barock, die farbig gefasst sind. 1875 bauten die Orgelbauer Geschwister Kalscheuer aus Nörvenich die Orgel ein.

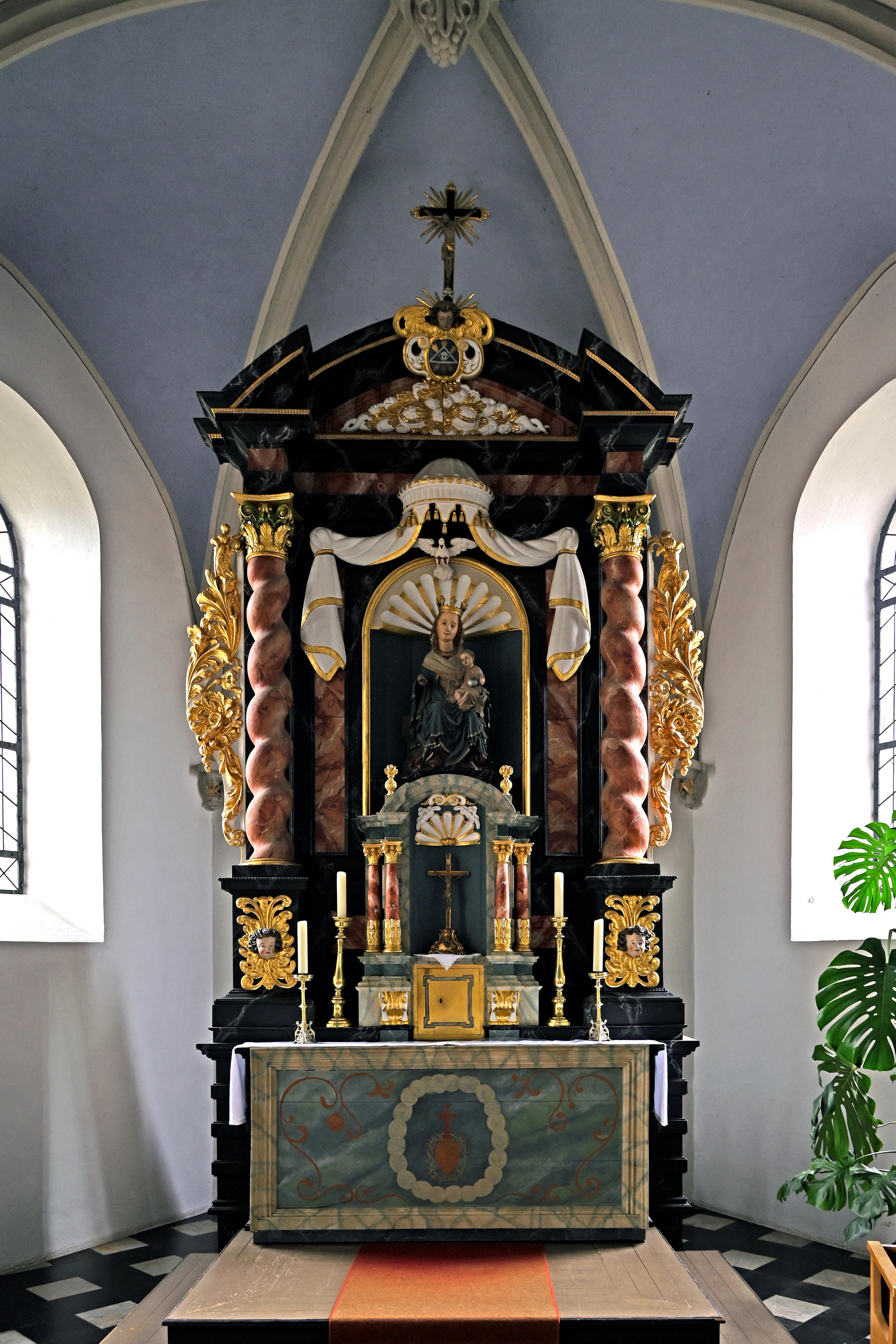
Hochaltar (18. Jahrhundert)
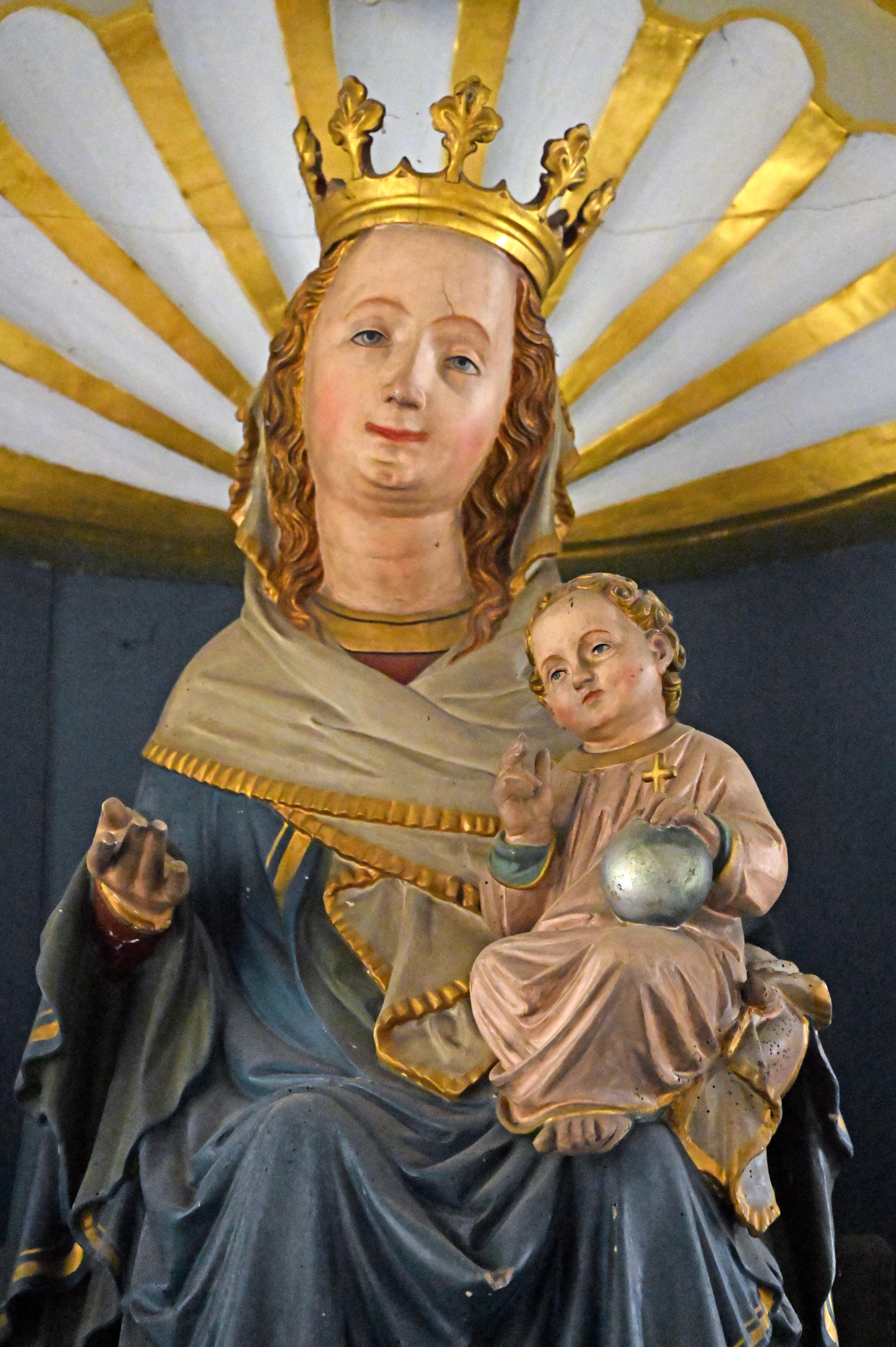
Maria mit Kind
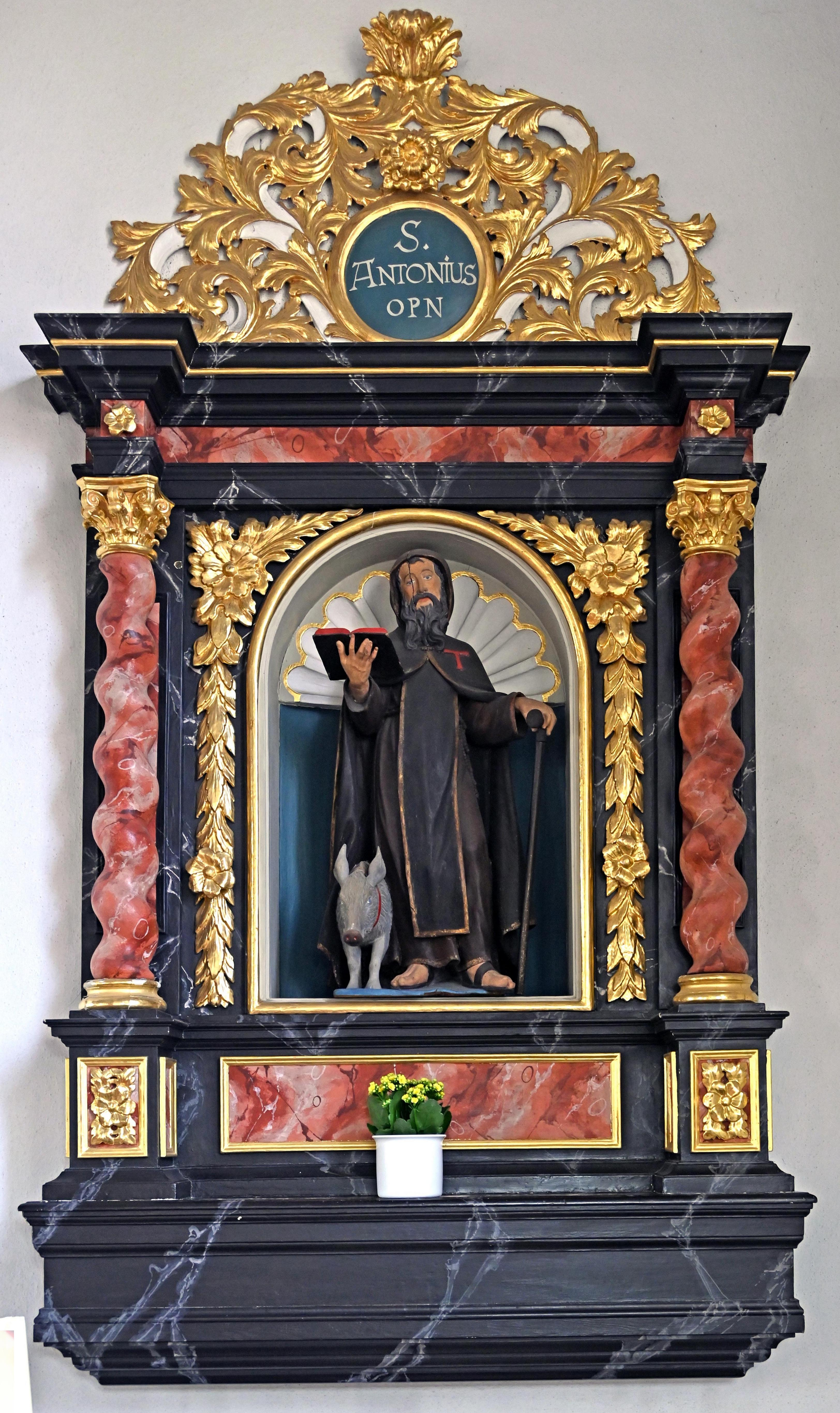
St. Antonius-Altar
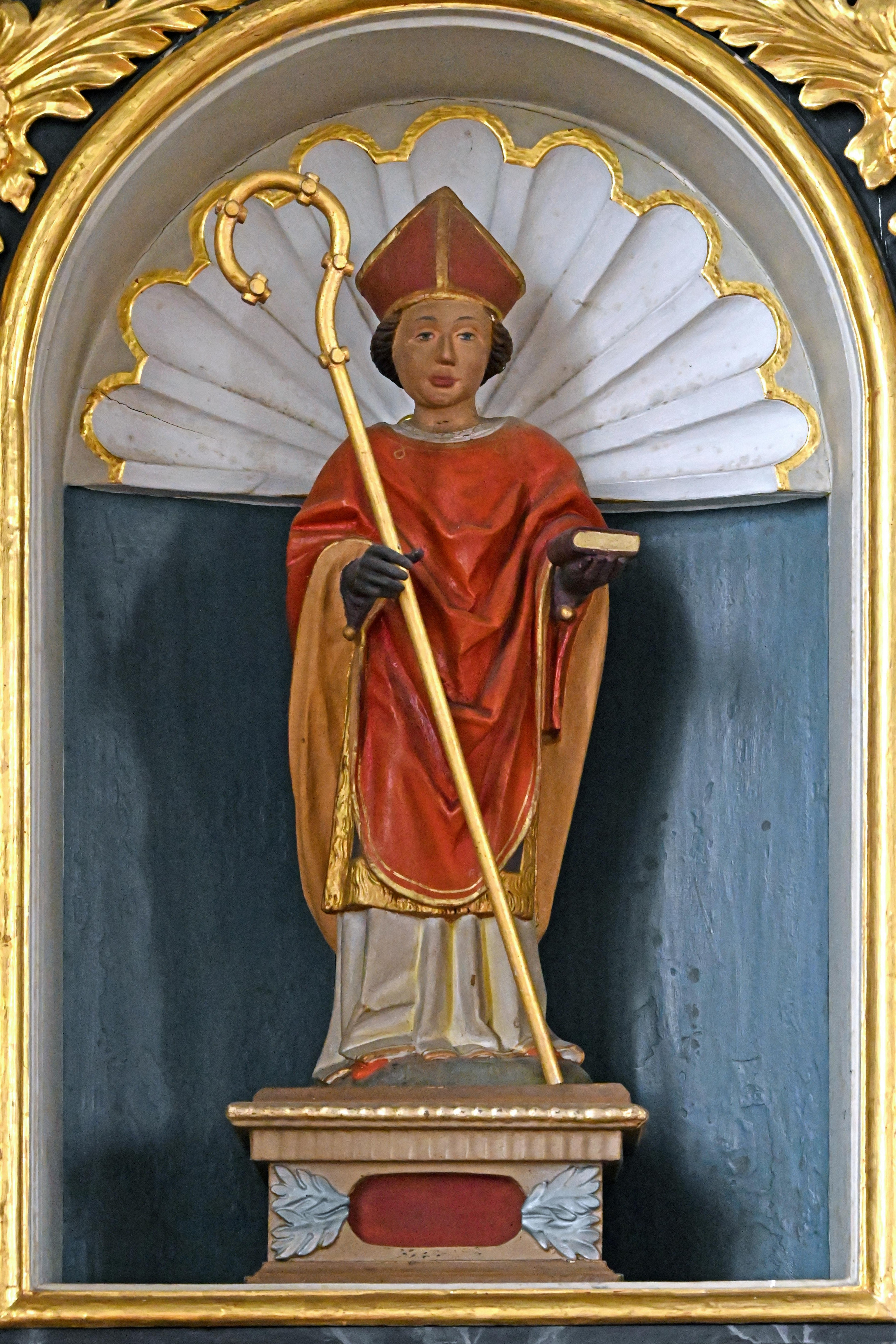
St. Dionysius
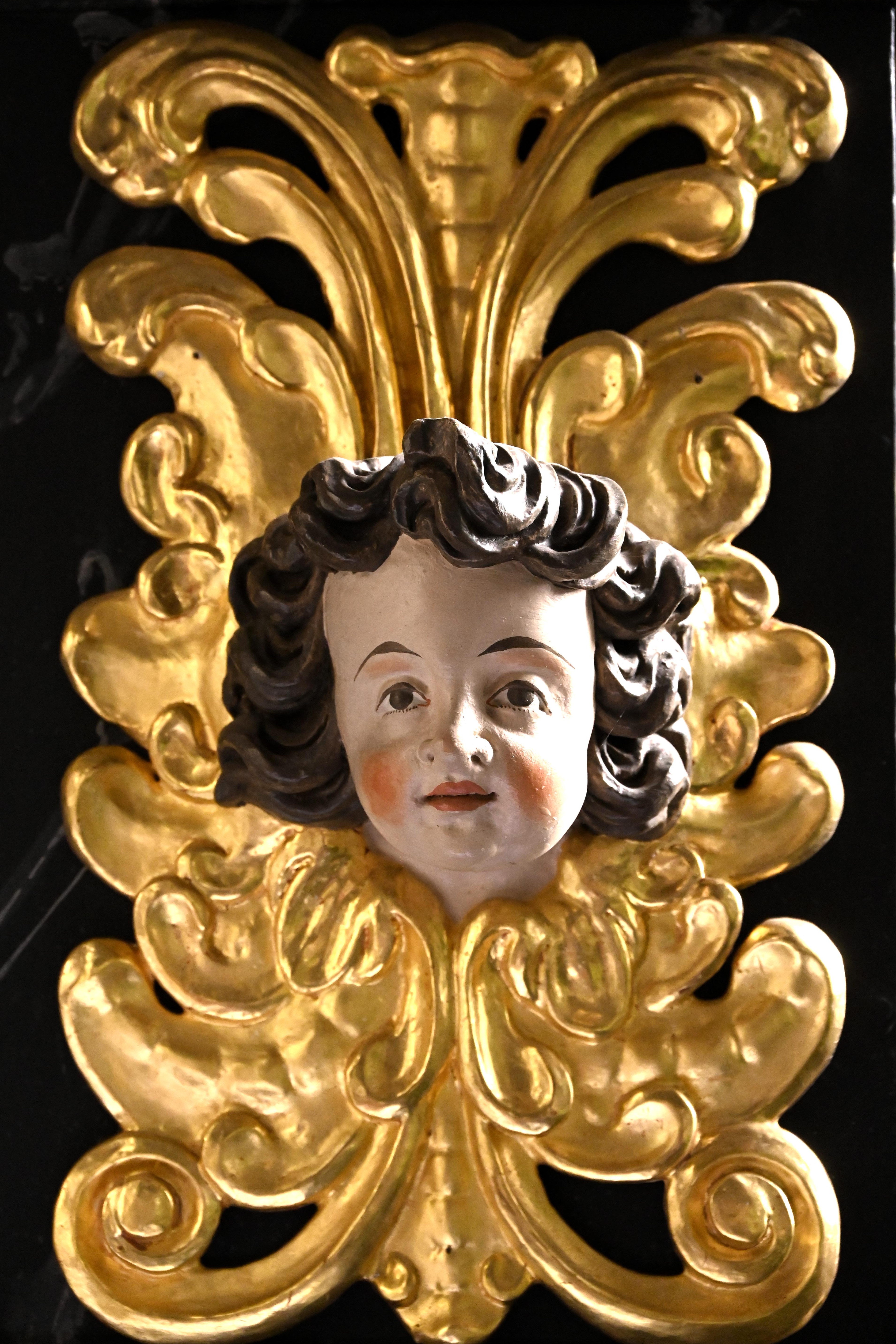
Altarengel
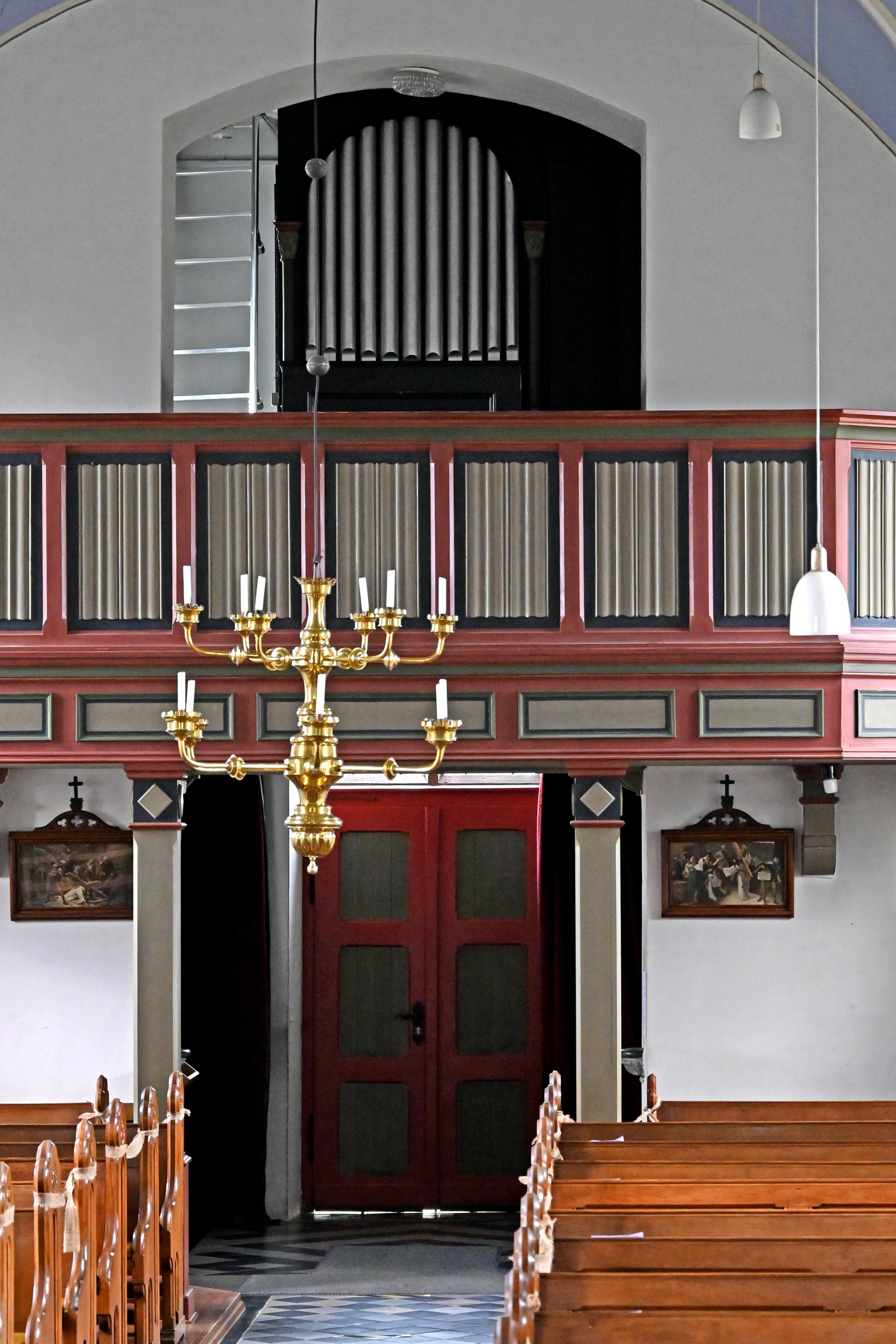
Empore mit Orgel

## Kirchhof
Zur Kirche gehört ein Kirchhof, der von einer Bruchsteinmauer umgeben ist, in die Grabmale und Kreuze aus dem 17. und 18. Jahrhundert eingebaut sind.

## Pfarrer
Folgende Priester wirkten bis zur Auflösung der Pfarre als Pastor an St. Antonius:
| von – bis | Name                        |
| --------- | --------------------------- |
| 1914–1939 | Paul Koch                   |
| 1939–1958 | Leo Goor                    |
| 1958–1966 | Jakob Grefertz              |
| 1966–1968 | Heinrich Pesch              |
| 1968–1972 | Wilhelm Huppertz            |
| 1972–1975 | Konrad Schmitz              |
| 1975–1979 | P. Heinrich Büdenbender MSF |
| 1979–1988 | P. Heinz Bornheim MSF       |
| 1988–2003 | Martin Schultheis           |
| 2003–2005 | Wilhelm Lennarz             |
| 2005–2010 | Gerd Kraus                  |